# Ренсо Гарсес
Ренсо Гарсес (ісп. Renzo Garcés, нар. 12 червня 1996, Пукальпа) — перуанський футболіст, захисник клубу «Альянса Ліма». Відомий за виступами в низці перуанських клубів, зокрема «Універсідад Сан-Мартін», «Спортінг Крістал» та «Універсідад Сесар Вальєхо», а також у складі національної збірної Перу. Чемпіон Перу.

## Клубна кар'єра
Ренсо Гарсес народився 1996 року в місті Пукальпа, та є вихованцем футбольної школи клубу «Універсідад Сан-Мартін». Дорослу футбольну кар'єру розпочав 2014 року в основній команді того ж клубу, в якій грав до 2016 року, взявши участь у 53 матчах чемпіонату. У 2017 році Гарсес став гравцем клубу «Спортінг Крістал», у складі якого у 2018 році став чемпіоном Перу, та грав у складі команди до 2019 року.
З середини 2019 року футболіст став гравцем клубу «Універсідад Сесар Вальєхо», в якому грав до 2023 року. З початку 2024 року Ренсо Гарсес грає у складі клубу «Альянса Ліма». Станом на 12 жовтня 2024 року відіграв за команду з Ліми 29 матчів в національному чемпіонаті.

## Виступи за збірні
У 2013 році Ренсо Гарсес дебютував у складі юнацької збірної Перу, загалом на юнацькому рівні взяв участь у 7 іграх, відзначившись 3 забитими голами. 2015 року футболіст залучався до складу молодіжної збірної Перу. На молодіжному рівні зіграв у 8 офіційних матчах.
У 2021 році Ренсо Гарсес дебютував у складі національної збірної Перу. У складі збірної був учасником розіграшу Кубка Америки 2021 року у Бразилії. Станом на середину жовтня 2024 року зіграв у складі національної збірної 3 матчі, у яких забитими м'ячами не відзначився.

## Титули і досягнення
- Чемпіон Перу (1):

«Спортінг Крістал»: 2018